# Сан-Мигел (стадион)
Стадион Сан-Мигел, также известный как Estádio de São Miguel, представляет собой крупный стадион под открытым небом, расположенный в муниципалитете Понта-Делгада, входящем в состав Азорских островов, Португалия. Он служит главным ареной для проведения национальных и региональных футбольных матчей, а также является официальным домашним стадионом для команды «Санта-Клара». Стадион был открыт в 1930 году и реконструирован в 2004 году.
В настоящее время на стадионе ведутся ремонтные работы, включая укладку нового газона, в рамках подготовки к сезону 2023/24 LaLiga Roamotion.

## История
Строительство стадиона было завершено в 1930 году, и в том же сезоне планировалось провести первый футбольный матч.
Стадион был официально одобрен УЕФА и готов принять матчи как Лиги чемпионов, так и Лиги Европы. Он является домашней ареной для региональной команды Азорских островов.
Сборная Португалии также играла на этом стадионе, и последняя её игра, прошедшая при аншлагах, завершилась победой над Египтом со счётом 2:0.
К сезону 2008/09 годов на стадионе был проведён капитальный ремонт. В частности, были улучшены освещение и организация сидячих мест, а также установлены новый газон и оборудованы зоны отдыха для зрителей.
В период с 2013 по 2014 год были запланированы ремонтные работы и соответствующие расходы. В частности, предусматривалось улучшение и реконструкция осветительных башен, а также модернизация наружных пространств стадиона.
Также были сыграны матчи Кубка УЕФА 2002 года и Лиги европейских конференций УЕФА 2021—22 годов.

## Размер и вместимость
Стадион, который имеет размеры 105 на 70 метров, способен вместить около 12,500 зрителей.

## Матчи национальной сборной Португалии
На стадионе прошли следующие матчи с участием национальной сборной:
| Номер | Дата                 | Счёт | Соперник           | Соревнование               | Результат |
| ----- | -------------------- | ---- | ------------------ | -------------------------- | --------- |
| 1     | 17 августа 2005 года | 2:0  | Египет             | Товарищеский матч          | Победа    |
| 2     | 29 июля 2021 года    | 2:0  | Северная Македония | 2-й квалификационный раунд | Победа    |
| 3     | 5 августа 2021 года  | 2:0  | Словения           | 3-й квалификационный раунд | Победа    |
| 4     | 19 августа 2021 года | 2:1  | Сербия             | Плей-офф                   | Победа    |